# 福井市鷹巣幼小中学校
福井市鷹巣幼小中学校（ふくいし たかす よう・しょう・ちゅうがっこう）は、福井県福井市にある公立幼稚園・小学校・中学校の併設校。

## 沿革
- 1873年（明治6年） - 免鳥区光徳寺に浜住小学校創立
- 1874年（明治7年） - 蓑区大行寺に蓑浦小学校創立
- 1889年（明治22年） - 浜住小学校の所在地が浜住区となる
- 1909年（明治42年） - 浜住小と蓑浦小が合併し、鷹巣尋常小学校となる
- 1911年（明治44年） - 和布区に移転
- 1912年（明治45年） - 高等科を併置して鷹巣尋常高等小学校となる
- 1932年（昭和7年） - 初代校歌制定
- 1933年（昭和8年） - 校舎改築
- 1941年（昭和16年） - 鷹巣村鷹巣国民学校となる
- 1947年（昭和22年） - 鷹巣中学校・鷹巣幼稚園を併設
- 1954年（昭和29年） - 中学校独立校舎完成
- 1962年（昭和37年） - 校庭拡張、新校歌制定
- 1966年（昭和41年） - 小学校北校舎改築
- 1967年（昭和42年） - 所在地が坂井郡から福井市に編入されたため、福井市鷹巣幼小中学校となる
- 1968年（昭和43年） - 本館完成
- 1972年（昭和47年） - 体育館・給食室・保健室完成
- 1974年（昭和49年） - 鷹巣小学校100周年、プール完成
- 1983年（昭和58年） - 中学校新校舎完成
- 1991年（平成3年） - 小学校校舎改装、中学校グランド拡張
- 1993年（平成5年） - プール移転
- 1997年（平成9年） - 鷹巣中学校50周年

## 交通
- 北陸新幹線・ハピラインふくい線・えちぜん鉄道勝山永平寺線 福井駅より、京福バス 10・15系統（越前海岸ブルーライン線） 「和布（めら）」下車。
- えちぜん鉄道三国芦原線 三国駅より、京福バス98系統（海岸線）「和布」下車。※本数僅少